# لاتيه ماكياتو

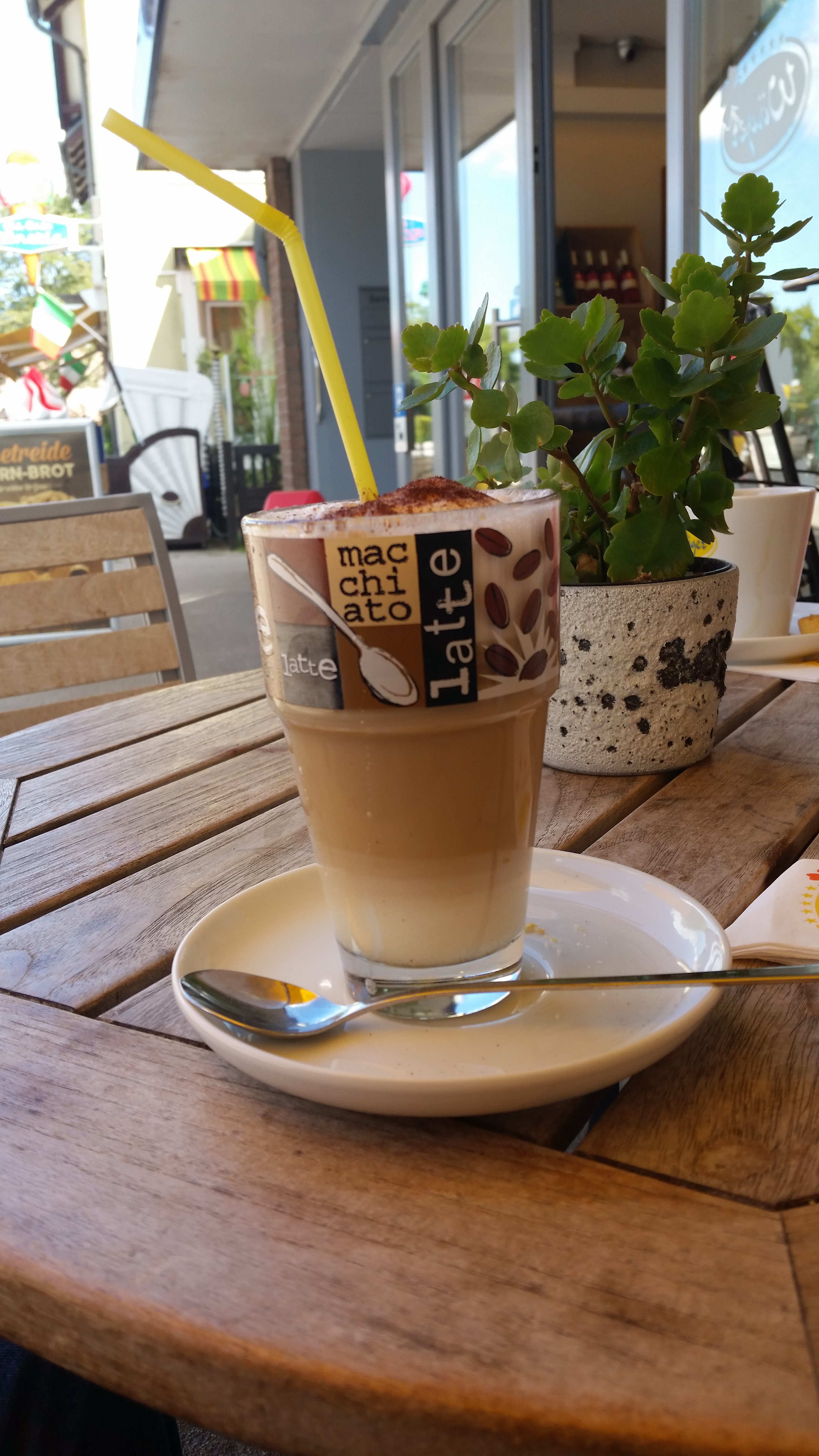
لاتيه ماكياتو

لاتيه ماكياتو (النطق الإيطالي: [latte makˈkjaːto]) هو مشروب قهوة. الاسم إيطالي يعني «حليب ملطخ» أو «حليب معلّم»، في إشارة إلى طريقة تحضير المشروب عن طريق سكب جرعة من الإسبريسو في الحليب المبخر. اللاتيه ماكياتو هو مشروبٌ قديم يتكون من إسبرسو مميز بقطعة أو اثنين من الحليب أو الكريمة.

## المشروبات المشابهة
يختلفُ لاتيه ماكياتو عن اللاتيه في عدة نواحٍ، ففي لاتيه ماكياتو يُضاف الإسبرسو إلى الحليب بدلًا من الحليب إلى الإسبريسو كما هو الحال في كافيه لاتيه. كذلك يتميز اللاتيه ماكياتو برغوة أكثر من الحليب الساخن فقط، وغالبًا ما يستخدم لاتيه ماكياتو نصف جرعة إسبريسو أو أقل. وأخيرًا، غالبًا ما يكون لاتيه ماكياتو مشروبًا متعدد الطبقات بدلًا من خلطه كما هو الحال في قهوة لاتيه.
في كافيه لاتيه يكون التركيز على القهوة، بينما في لاتيه ماكياتو، يكون التركيز على الحليب. الماكيا (وتعني «البقعة» في الإيطالية) هي البقعة الصغيرة من رغوة الإسبرسو البني، والمعروفة باسمِ الكريما، والتي تُترك فوق الحليب لتظهر مكان سكب الإسبريسو. يميز وجودها بصريًا لاتيه ماكياتو عن كافيه لاتيه، كما هو الحال في كافيه لاتيه، يضاف الإسبريسو إلى الكوب أولًا قبل خلط الحليب. هناك مشروب آخر مشابه وهو قهوة المكياتو المعروفة أيضًا باسمِ إسبرسو ماكياتو، وهي في الواقع جرعة من الإسبريسو «ملطخة» بكمية صغيرة من الحليب.

## طريقة التحضير

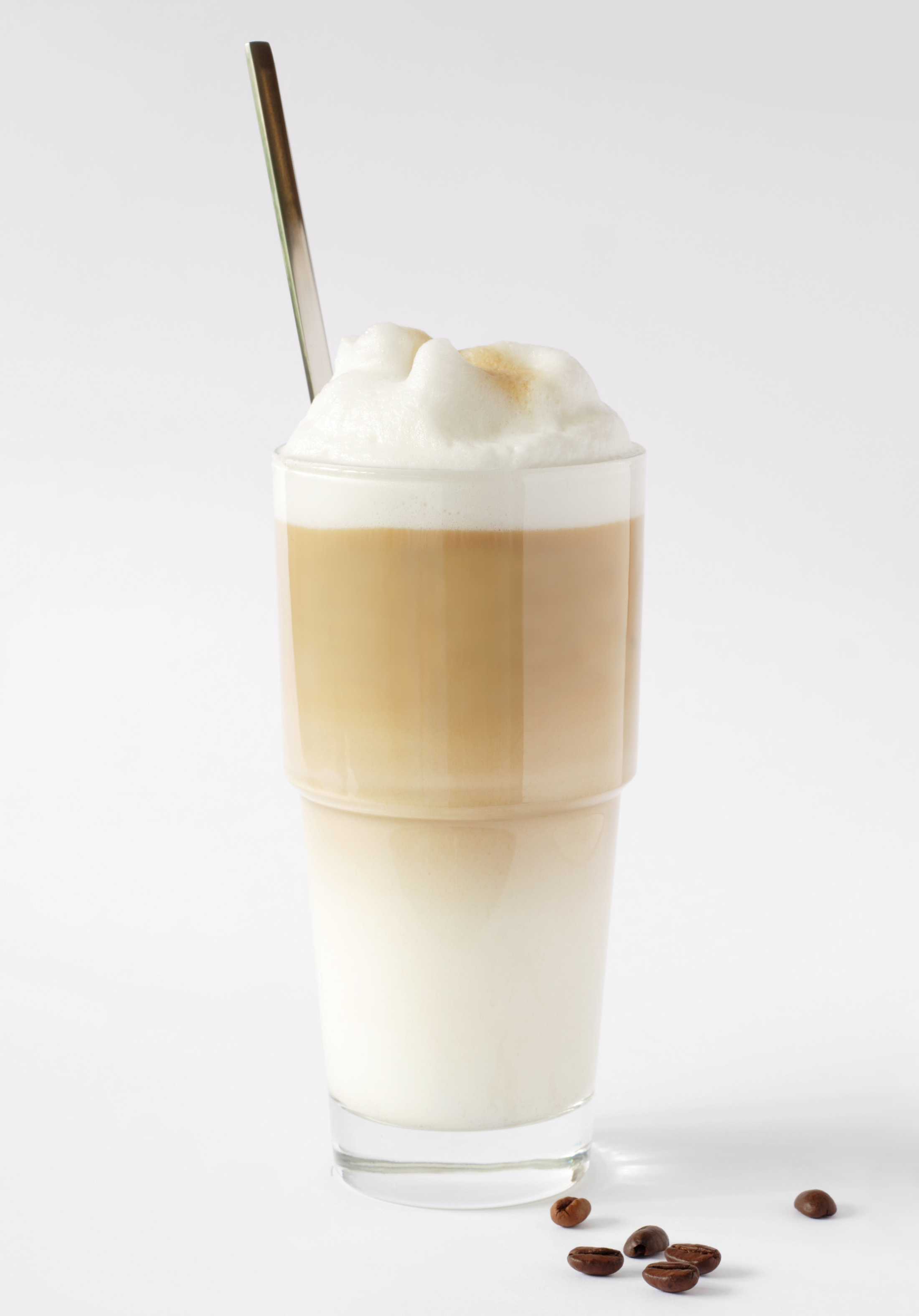
كوب لاتيه ماكياتو

يُمكن تحضير لاتيه ماكياتو عن طريق رغوة الحليب، وعادة ما ينتج رغوة كبيرة، وسكبها في كوب، وإضافة الإسبريسو. تكون الرغوة بشكل عام واسعة النطاق، مما ينتج عنها رغوة خفيفة جافة، مع طبقة من الحليب السائل تحتها، بدلًا من الميكروفوم الرطب المستخدم في فن اللاتيه.
بدلاً من ذلك، يمكن تحضيره على شكل مشروب ذو طبقات، مع سكب الإسبريسو بلطف (يتم إخراج الإسبرسو بلطف على ظهر الملعقة) بحيث تشكل طبقة بين الحليب السائل الأكثر كثافة بالأسفل والرغوة الأخف فوق. في هذه الحالة، يعتبر الزجاج ضروريًا حتى تكون الطبقات مرئية. يُمكن كذلك تخمير الإسبريسو في فنجان إسبريسو قياسي أو كوب زجاجي ثم يتم إلقاؤه بسرعة، أو قد يتم تخميره في إبريق إسبريسو متخصص، مما يجعل عملية سكبه أسهل، خاصة بالنسبة للطبقات.